# Melody Maker
Melody Maker (MM) je bio britanski glazbeni časopis.
To je ujedno i najstariji specijalizirani tjednik na svijetu posvećen glazbi, osnovan još siječnja 1926. godine. Godine 2000., u prosincu spojio se sa svojim najvećim rivalom, časopisom New Musical Express. 
Ovaj pop-rock časopis jedan je od najstarijih svjetskih glazbenih tjednika. Prema riječima njegova izdavača, IPC Medije, najstariji je. Osnovan je 1926. prije svega kao časopis za glazbenike plesnih sastava. Osnovao ga je skladatelj i nakladnik iz Leicestera Lawrence Wright i prvi je urednik bio je Edgar Jackson. Godine 2000. spojio se s dugogodišnjim takmacom (i sestrinskom izdanju IPC Medije) New Musical Expressom.

## Razdoblje 1950. – 1960.
U ovom razdoblju časopis je bio posvećen jazzu, i vrlo teško je prihvaćao pojavu rocka. Pojavom konkurentskog časopisa, New Musical Expressa (NME), 1952. godine MM je promijenio svoju uređivačku politiku i počeo pratiti novije glazbene trendove.

## Razdoblje 1970. – 1980.
Ovo je bilo zlatno doba MM kada se prodavalo po 250.000 primjeraka dnevno. 

## 1990.
Dok je Melody Maker nastavio većinu prostora posvećivati rock i indie glazbi, što je osobito činio Everett True koji je pokrivao rastuću grunge pozornicu u Seattleu, također je pokrivao dance glazbu, hip hop, post rock i electronicu. 